# Келли, Боб (футболист)
Роберт Келли (англ. Robert Kelly; 16 ноября 1893 — 22 сентября 1969), более известный как Боб Келли (англ. Bob Kelly) — английский футболист и футбольный тренер.

## Клубная карьера
Уроженец Аштон-ин-Мейкерфилда, Ланкашир, после завершения школы Келли играл в футбол за местные команды «Аштон Уайт Стар» и «Аштон Сентрал». Параллельно работал шахтёром. Затем играл за ливерпульские клубы «Эрлстаун Роверс» и «Сент-Хеленс Таун». В возрасте 19 лет ушёл из шахт, став профессиональным футболистом и подписав контракт с «Бернли». В сезоне 1914/15 помог команде занять четвёртое место в чемпионате. Дальнейшая его карьера была прервана войной, однако он продолжать периодически играть за «Бернли» в военных турнирах. Служил в королевских артиллерийских войсках. В первом послевоенном сезоне «Бернли» занял в чемпионате второе место, а уже в сезоне 1920/21 выиграл свой первый чемпионский титул. Келли выступал за клуб до 1925 года, сыграв в общей сложности 299 матчей и забив 97 мячей.
1 декабря 1925 года «Сандерленд» заплатил за его переход 6550 фунтов стерлингов, что стало британским трансферным рекордом того времени. В сезоне 1925/26 «Сандерленд» занял третье место в лиге. Купленный на замену ушедшему Чарли Бакену, Келли провёл в клубе чуть больше года, забив 15 голов в 55 матчах.
10 февраля 1927 года Келли перешёл в «Хаддерсфилд Таун» за 3500 фунтов стерлингов. В сезоне 1927/28 «Хаддерсфилд» занял второе место в лиге, уступив чемпионский титул «Эвертону». В 1928 и 1930 году Келли сыграл в финалах Кубка Англии, но в обоих случаях его команда проиграла. Всего он провёл за «Хаддерсфилд Таун» 213 матчей и забил 42 гола.
В июле 1932 году 38-летний Келли стал игроком клуба «Престон Норт Энд». В сезоне 1933/34 помог команде занять второе место во Втором дивизионе и выйти в Первый дивизион. Однако на тот момент ему был 41 год, и по окончании сезона он перешёл в «Карлайл Юнайтед», где и завершил игровую карьеру.

## Карьера в сборной
10 апреля 1920 года дебютировал за сборную Англии в матче против Шотландии, отличившись двумя голами. Выступал за сборную до 1928 года, сыграв 14 матчей и забив 8 мячей.

## Тренерская карьера
В 1935 году стал играющим тренером «Карлайл Юнайтед», через год был освобождён от этой должности. С ноября 1936 года до июня 1938 года был главным тренером «Стокпорт Каунти».
С 1946 по 1947 год был главным тренером лиссабонского «Спортинга». С 1949 по 1951 год был тренером швейцарского «Санкт-Галлена». В 1950-е годы работал в Нидерландах в клубах «Херенвен» и КФС. В сезоне 1960/61 был главным тренером валлийского клуба «Барри Таун».

## Достижения
Бернли
- Чемпион Первого дивизиона: 1920/21

Хаддерсфилд Таун
- Финалист Кубка Англии: 1928, 1930